# Paul V. Hester

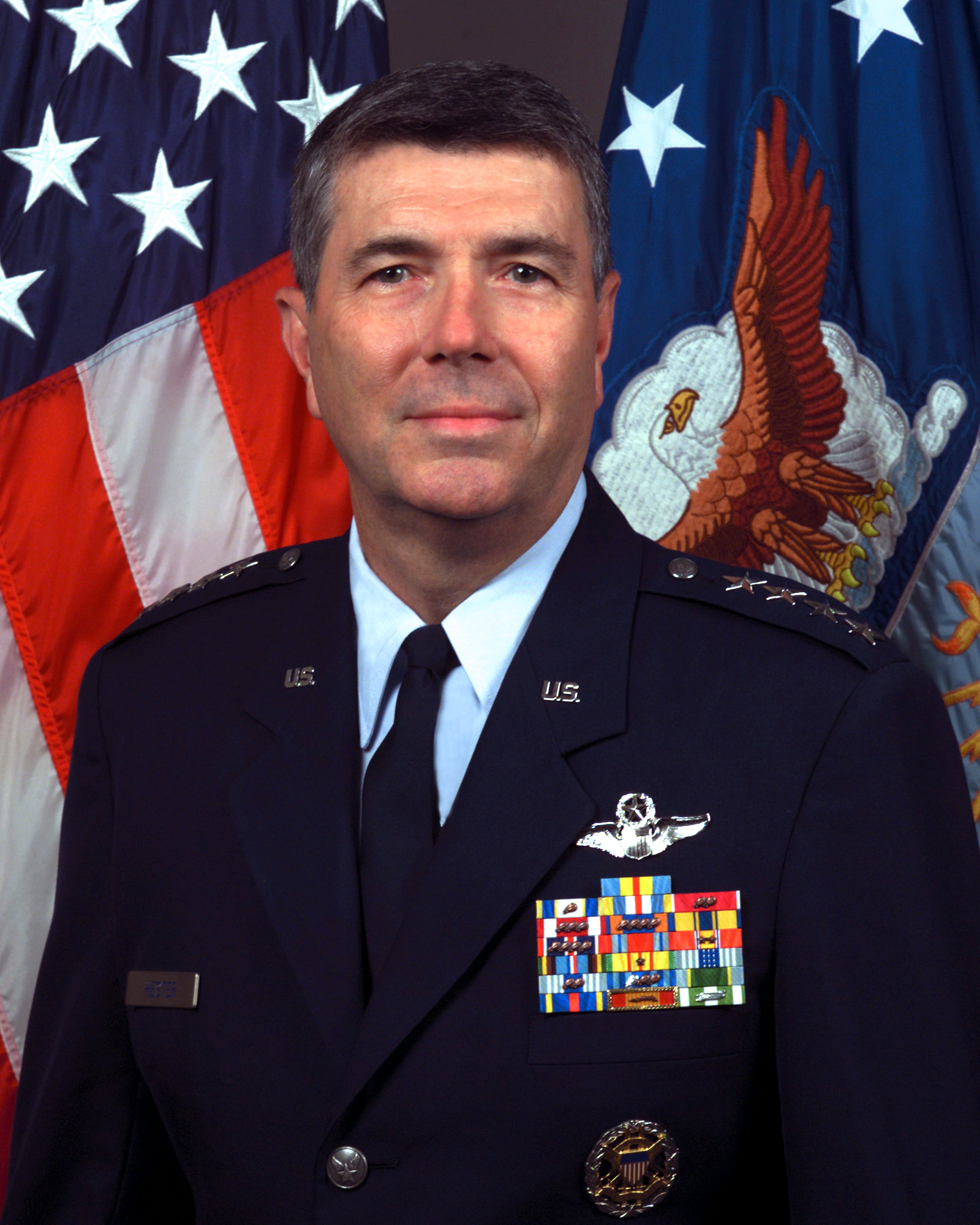
Paul V. Hester

Paul V. Hester (* 21. Oktober 1947 in West Point, Clay County, Mississippi) ist ein pensionierter General der United States Air Force. Er war unter anderem Kommandeur des Air Force Special Operations Commands und der Pacific Air Forces.
Über das ROTC-Programm der University of Mississippi gelangte Hester im Jahr 1970 in das Offizierskorps der United States Air Force. Dort durchlief er anschließend alle Offiziersränge vom Leutnant bis zum Vier-Sterne-General.
Im Lauf seiner militärischen Karriere absolvierte er verschiedene Kurse und Schulungen. Dazu gehörten unter anderem eine Ausbildung zum Kampfpiloten und weitere Fortbildungskurse als Pilot neuer Flugzeugtypen, die Squadron Officer School auf der Maxwell Air Force Base (Maxwell AFB) in Alabama, das Air Command and Staff College, das sich ebenfalls auf der Maxwell AFB befindet, das Command and General Staff College der United States Army in Fort Leavenworth in Kansas und das National War College in Fort Lesley J. McNair in Washington, D.C. Außerdem erhielt er mehrere akademische Grade von der Harvard University bzw. der Harvard Kennedy School.
In seinen frühen Jahren als Offizier der Luftwaffe war er an verschiedenen Stützpunkten in den Vereinigten Staaten stationiert. Dabei war er als Pilot, Flugausbilder oder Stabsoffizier bei unterschiedlichen Einheiten tätig. Dazwischen absolvierte er die erwähnten Schulungen. Zwischen Januar und Juli 1973 war er im Vietnamkrieg eingesetzt. In den Jahren 1977 bis 1979 war er auf der Bitburg Air Force Base in Deutschland stationiert.
Nach dem Ende seines Studiums am National War College wurde Hester im Rang eines Obersts auf die Kadena Air Base in Japan versetzt. Dort war er zwischen Juli 1990 und Juli 1992 zunächst stellvertretender und dann regulärer Kommandeur des 18. taktischen Geschwaders (18th Tactical Fighter Wing). Es folgte ein Kurzlehrgang an der Harvard University. Danach gehörte er zwischen Juli 1993 und Juli 1994 dem Stab der Joint Chiefs of Staff an. Dabei leitete er die Abteilung für Waffentechnologie (Weapons Technology Control Division) die zur Stabsabteilung J5 der Joint Chiefs of Staff gehörte.
Am 15. Juli 1994 erreichte Paul Hester mit seiner Beförderung zum Brigadegeneral die Generalsränge. Gleichzeitig wurde er nach Wien in Österreich versetzt, wo er zwischen August 1994 und November 1995 dem Komitee für Sicherheit und Zusammenarbeit in Europa (Security and Cooperation in Europe) angehörte. Es folgte eine Versetzung auf die Misawa Air Base in Japan. Dort kommandierte er zwischen November 1995 und Februar 1997 das 35. Kampfgeschwader (35th Fighter Wing). Anschließend erhielt er auf der Eglin Air Force Base in Florida den Oberbefehl über das 53. Geschwader (53rd Wing), den er zwischen Februar und Dezember 1997 innehatte. Daran schloss sich eine Versetzung zum Stab des United States Secretary of the Air Force an. Dort leitete er bis zum August 1999 die Abteilung, die für die Verbindung zur Legislative, also den Kongress, zuständig war (Director, Legislative Liaison, Office of the Secretary of the Air Force). Anschließend wurde Paul Hester erneut nach Japan versetzt. Auf der dortigen Yokota Air Base übernahm er das Kommando über die United States Forces Japan und die 5. Luftflotte. Diese Ämter bekleidete er zwischen September 1999 und November 2001. Seine nächste Mission führte ihn zum Luftwaffenstützpunkt Hurlburt Field in Oklahoma. Dort kommandierte Hester zwischen dem 16. Januar 2002 und dem 30. Juni 2004 das Air Force Special Operations Command.
Sein letzter militärischer Auftrag führte Hester auf die Joint Base Pearl Harbor-Hickam in Hawaii. Dort übernahm er am 2. Juli 2004 als Nachfolger von William J. Begert den Oberbefehl über die Pacific Air Forces. Dieses Kommando bekleidete er bis zum 30. November 2007 als Carrol Chandler seine Nachfolge antrat. Anschließend schied er aus dem aktiven Militärdienst aus.
Als Pilot brachte er es im Verlauf seiner aktiven Zeit auf über 3200 Flugstunden.

## Daten der Beförderungen
| Abzeichen | Rang               | Jahr              |
| --------- | ------------------ | ----------------- |
|           | Second Lieutenant  | 31. Mai 1970      |
|           | First Lieutenant   | 3. Juni 1972      |
|           | Captain            | 3. Dezember 1974  |
|           | Major              | 1. September 1979 |
|           | Lieutenant Colonel | 1. März 1984      |
|           | Colonel            | 1. Juni 1988      |
|           | Brigadier General  | 15. Juli 1994     |
|           | Major General      | 20. März 1998     |
|           | Lieutenant General | 15. November 1999 |
|           | General            | 1. August 2004    |

## Orden und Auszeichnungen
Paul Hester erhielt im Lauf seiner militärischen Laufbahn unter anderem folgende Auszeichnungen:
- Defense Distinguished Service Medal
- Air Force Distinguished Service Medal
- Defense Superior Service Medal
- Legion of Merit
- Meritorious Service Medal
- Air Medal
- Air Force Commendation Medal
- Combat Readiness Medal
- National Defense Service Medal
- Armed Forces Expeditionary Medal
- Vietnam Service Medal
- Gallantry Cross (Südvietnam)
- Vietnam Campaign Medal (Südvietnam)

Hinzu kommen noch mehrere Ordensbänder (Ribbons).